# Blue Eyed Black Boy
 (novembre 2023).
Si vous disposez d'ouvrages ou d'articles de référence ou si vous connaissez des sites web de qualité traitant du thème abordé ici, merci de compléter l'article en donnant les références utiles à sa vérifiabilité et en les liant à la section « Notes et références ».
Albums de Balkan Beat Box
Nu Med
(2007) Give
(2012)
Blue Eyed Black Boy est le troisième album studio du groupe Balkan Beat Box.

## Liste des morceaux
1. Intro
2. Move It
3. Blue Eyed Black Boy
4. Marcha de la vida
5. Dancing with the Moon
6. Kabulectro
7. My Baby
8. Balcumbia
9. Look Them Act
10. Smatron
11. Lijepa Mare
12. Why
13. Buhala
14. War Again

## Musiciens invités
- Jovica Ajdarevic Orkestar : brass band
- Jovica Ajdarevic : bugle, trompette
- Sale Ajdarevic : bugle, trompette
- Ekrem Maksutovic : tuba
- Mile Muslic : tuba
- Dragan Ramic : hélicon
- Igor Kurtic : goc (percussion)
- Uri Kinrot : guitare électrique
- Beno Hendler : basse
- Adam Sheflan : guitare
- Yaron Uzana : trombone
- Itamar Ziegler : basse, guitare
- Erik Cohen : bouzouki
- Eyal Talmudi : clarinette, saxophones
- Dragan Mitrovic : accordéon
- Gidi Raz : guitare
- Hassan Ben Jaafar : santir, chant sur Buhala